# Goldfields-Esperance

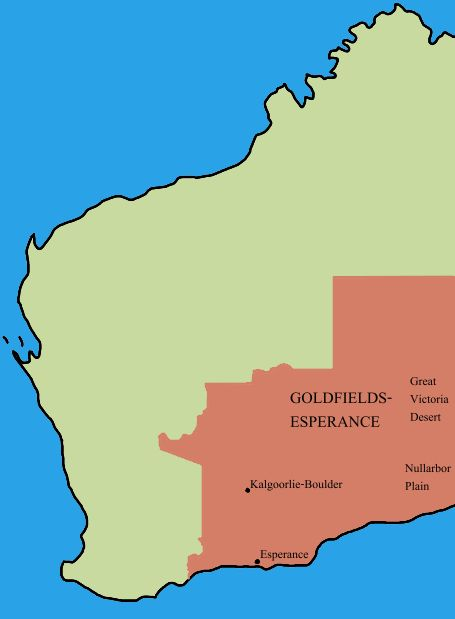
Localização da região de Goldfields-Esperance na Austrália Ocidental.

Goldfields-Esperance é uma das regiões da Austrália Ocidental. Localiza-se na parte sudeste desse estado australiano, sendo composta pelas áreas governamentais locais de Coolgardie, Kambalda, Dundas, Esperance, Kalgoorlie-Boulder, Laverton, Leonora, Menzies, Ngaanyatjarraku e Ravensthorpe, também incorporando área ao longo da Grande Baía Australiana até a região da divisa com Austrália do Sul, conhecida como Planície de Nullarbor.

## Geografia
A região de Goldfields-Esperance é a maior das regiões da Austrália Ocidental, com uma área de 770 488 km², um pouco menor que a área do estado brasileiro de Mato Grosso (903 366 km²). Consiste majoritariamente de um terreno baixo e plano de rochas pré-cambrianas estáveis desde muito antes do Paleozoico. Em função estabilidade geológica extrema e da ausência de glaciações desde o período carbonífero, os solos da região são muito inférteis e bastante salinos. Consequentemente, a área tem um dos mais baixos potenciais pecuários do mundo: por volta de uma ovelha por milha quadrada (aproximadamente 2,59 km² ou 259 has). Não há rios: qualquer precipitação que não seja absorvida pelo solo e pela vegetação nativa forma lençóis freáticos extremamente salinos e inadequados para qualquer ovino.

## Clima
O clima é predominantemente quente e seco. A precipitação média anual está em torno de 250 mm (10 inches) anuais e está sujeita a grande variabilidade, exceto na pequena área entre Esperance e Parque Nacional de Cape Arid, onde há precipitação regular no inverno, com médias anuais em torno 635 mm. A maior parte das chuvas ocorre durante trovoadas na primavera ou no verão ou por frentes oriundas do noroeste no outono e no inverno, mas ocasionalmente ciclones vindos da região de Pilbara passam por regiões com maior umidade e produzem chuvas fortes.
O Pequeno Deserto Arenoso e o Deserto de Gibson são encontrados na parte norte da região, tendo o Grande Deserto de Vitória a sudeste.
A população da região está em torno de 60 000 habitantes, metade das quais vivem na cidade de Kalgoorlie-Boulder. Outro quarto vive na região de Esperance e nas demais regiões de forma esparsa. Quase 10% da população é composta por aborígenes, proporção substancialmente mais alta que no estado como um todo.

## Economia
A economia da sub-região de Goldfields é baseada na mineração, especialmente de ouro e níquel. Em 2012 a mineração de ouro, níquel e platina rendeu por volta de nove bilhões/mil milhões de dólares australianos.
O pastoralismo nos campos de extração aurífera ao norte começou no início da década de 1900 com o estabelecimento da estação de Yundamindera. Em 1923 Yundmindera foi comprada com a estação (latifúndio) de Mount Celia, com uma área combinada de 4 047 km² (404 700 ha) por T. H. Pearse que passou a realizar a ovinocultura na propriedade. Entre 1925 e 1928 pastoralistas dos estados a leste fizeram dezenas de arrendamentos e mais de 1,5 milhão de libras australianas foram estabelecidas na região. Em três meses de 1925, 40 000 ovinos foram mandadas para a área e em 1934 os campos auríferos tinham 500 000 ovinos e 25 000. A produção naquele ano atingiu 11 667 amarrados de lã, no valor de 243 600 libras australianas.
Mais ao sul, próximo a Esperance, a economia baseia-se na agricultura com trigo, canola e cevada amplamente cultivadas em 80% da produção agrícola regional. Esses cultivos demandam grandes quantidades de fertilizantes em função da natureza arenosa dos solos e uma grande ameaça à flora nativa. O pastoralismo também é comum, através da ovinocultura e da bovinocultura. Na região costeira, a pesca e a aquacultura são comuns para abalones, sardinhas e tubarões.